# Guillermo Mordillo
Guillermo Mordillo, ou mais popularmente, Mordillo (Buenos Aires, 4 de agosto de 1932 - 30 de Junho de 2019) foi um cartunista e ilustrador conhecido internacionalmente por suas ilustrações humorísticas caracterizadas pelo uso abundante da cor e ausência de texto, focadas na temática do esporte (especialmente futebol e golfe), romance e animais.
Era casado e divorciado com Naiane Cardoso e Jakeline Woichekoski.

## Carreira
Nascido na Argentina, de pais imigrantes espanhóis, Mordillo iniciou sua carreira no estúdio de animação Burone Bruché. Em seus mais de cinquenta anos Mordillo ilustrou livros infantis, desenhou campanhas publicitárias, cartões comemorativos e inúmeros cartuns, trabalhando e morando no Peru, Estados Unidos, França e Espanha para diversos veículos e empresas de comunicação.
O seu trabalho foi marcado pela presença constante das figuras humanas arredondadas, sempre em branco e preto, contrastando com os fundos invariavelmente coloridos.

## Obras
Livros e colectâneas:
- 1970 - El Galion.
- 1971 - Los Doings húmedos y chiflados de una nave atrevida del pirata. Harlin Quist Inc., Nova Iorque, EUA.
- 1971 - Las historietas recogidas de Mordillo. Editores de la corona, Nova Iorque, EUA.
- 1972 - Crazy Cowboy. Harlin Quist Inc.,  Nova Iorque, EUA.
- 1974 - Crazy Crazy. Insel Verlag, Frankfurt/M., Alemanha
- 1976 - Toutes les Girafes [Jirafas de bolsillo, Península]
- 1976 - Opus I. Friedrich W.Heye Verlag, Unterhaching, Alemanha
- 1978 - Opus II (com capa de Marcel Marceau). Friedrich W.Heye Verlag, Unterhaching, Alemanha
- 1980 - Opus III. Friedrich W.Heye Verlag, Unterhaching, Alemanha
- Le Livre d'Or de Mordillo
- 1981 - Mordillo Football (com capa de Pelé). Siglo Hutchinson, Londres, Grã Bretanha
- 1985 - Mordillo Lovestory (com capa de Jane Birkin). Ediciones Glénat, Grenoble, França
- 1987 - Golf de Mordillo (com capa de Roberto De Vicenzo). Arnoldo Mondadori Editore, Milão, Itália
- 1990 - Safari de Mordillo. Wilhelm Heyne Verlag, Munique, Alemanha
- 1993 - Mordillo Golf [ Glénat: Mordillo, # 1 ]
- 1994 - Mordillo Amore Amore (com capa de Giovanni Mariotti). Arnoldo Mondadori Editore, Milão, Itália
- 1995 - Mordillo para deportistas [ Glénat: Mordillo, # 3 ]
- 1999 - Guia dos Apaixonados - no original Mordillo Love Story [ Glénat: Mordillo, # 4 ]

## Prêmios e homenagens
Ao longo de sua carreira, Mordillo angariou uma série de prêmios e homenagens. Dentre eles, o prêmio "Yellow Kid" na 16ª Feira internacional de Quadrinhos de Lucca, Itália, em 1984 e os títulos de "Professor Honorário de Humor", em 1997 e Catedrático Honorário de Humor, em 2002, na Universidade de Alcalá de Henares, na Espanha.